# كأس الاتحاد الأوروبي 1972–73
كأس الاتحاد الأوروبي 1972–73 هو الموسم الثاني من بطولة كأس الاتحاد الأوروبي. أقيم بمشاركة 64 فريقاً، وحقق ليفربول الانجليزي بلقب البطولة للمرة الأولى في تاريخه بعد فوزه في النهائي على بوروسيا مونشنغلادباخ الألماني بنتيجة 3-2 في مجموع المباراتين.